# Pure Data
Pure Data (abbreviato Pd) è un linguaggio di programmazione visuale creato da Miller Puckette. Sviluppato a partire da Patcher negli anni novanta è un progetto open source rilasciato sotto licenza BSD.

Un esempio di patch

Oltre a manipolare elementi sonori, il software permette di gestire immagini e video tramite le OpenGL. Offre supporto MIDI e la possibilità di comunicare tramite FUDI, un protocollo di rete sviluppato da Puckette.
Una versione modificata del software, chiamata EAPd, è presente nel videogioco Spore pubblicato da Electronic Arts.